# 아오모리현도 제120호선

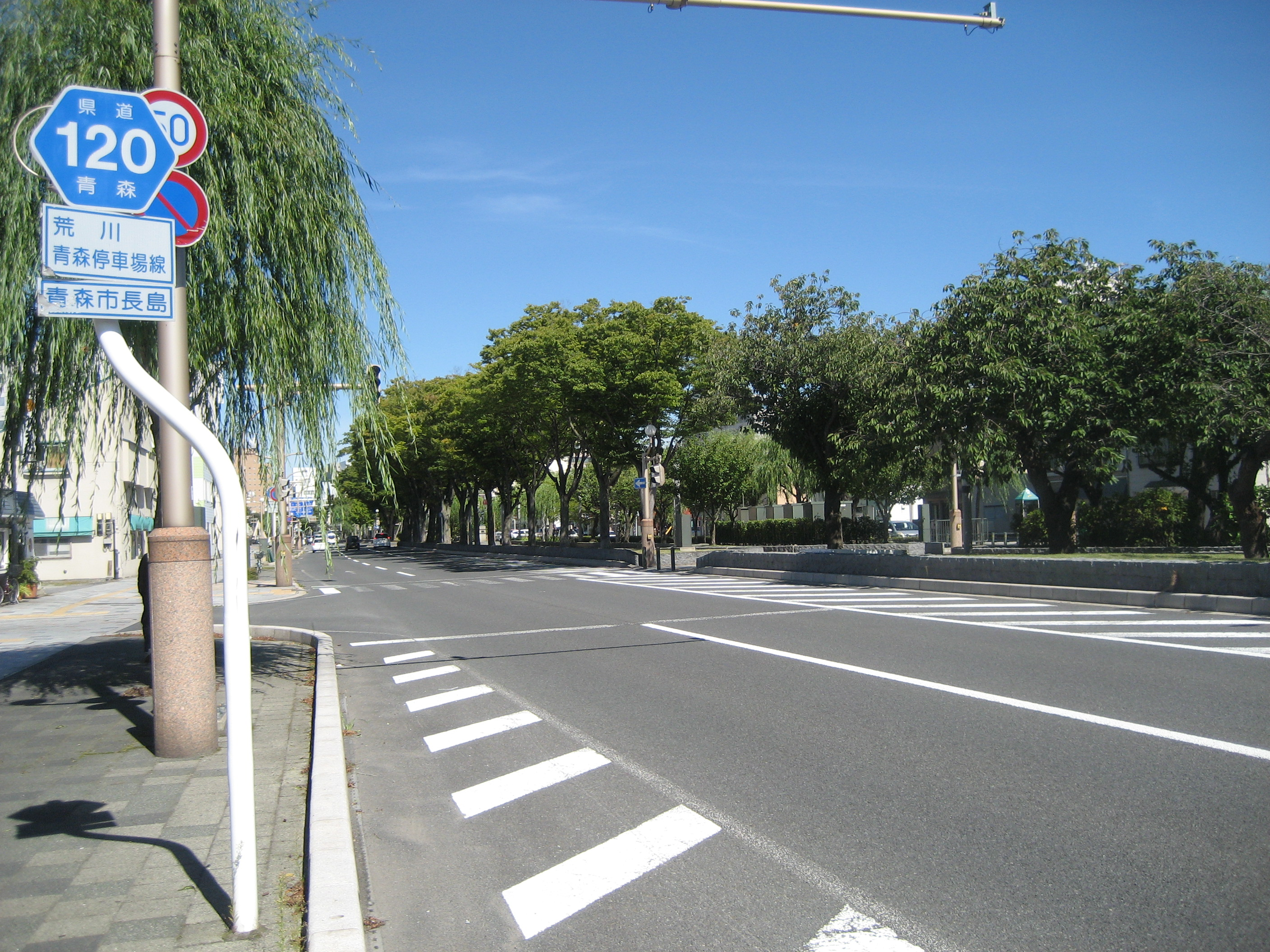
아오모리시 나가시마 부근

120번 아오모리현도(일본어: 青森県道120号荒川青森停車場線→아오모리현도 120호 아라카와 아오모리 정차장선)는 아오모리현 아오모리시를 통과하는 일반현도다.

## 개요
해당 노선은 아오모리시의 시가지와 아오모리 공항 방향으로 향하는 단락 노선이 있다. 그러니까 아오모리시 후루카라 1초메와 같은 시의 나가시마 1초메 사이의 구간은 4번, 7번 국도와 중첩된다. 그래서 신마치 - 후루카와 사이를 이어주는 구간의 통칭으로 알려진 쇼와 거리(일본어: 昭和通り) 같은 경우, 7번 국도에서 신마치 대로 사이의 구간에 한하여 일방통행으로 이루어져 있고, 16번 아오모리현도와 겹쳐져 있어 종점을 아오모리역으로 삼는다.

### 노선 정보
- 기점: 아오모리시 아라카와 (27번, 44번 아오모리현도와의 교점)
- 종점: 아라카와 정차장

## 연혁
- 1961년 2월 10일: 현도로 공인받음.

## 지리

### 교차하는 도로
국도
- 4번 국도
- 7번 국도

현도
- 16번 아오모리현도
- 27번 아오모리현도(일본어판)
- 44번 아오모리현도(일본어판)

## 연선

### 현도 단독 구간
- 아오모리 아사히 방송 본사
- 아오모리 형무소(일본어판)
- 아오모리현립 도서관(일본어판)
- 아오모리 자동차도(일본어판, 중국어판) 아오모리주오 나들목
- 아오모리추오 대교(일본어판)
- 일본경제신문사(일본어판) 아오모리지국
- 닛폰 생명보험 아오모리지사

### 국도 중복 구간
- 아오모리 은행 후루카와지점
- 미치노쿠 은행(일본어판, 중국어판) 후루카와지점
- 이와테 은행 아오모리지점
- AIG손해보험(일본어판) 아오모리지점
  - 일본항공 아오모리지점
- 아오모리 현청
- 아오모리 시역소